# ماونتین آیرون (مینه‌سوتا)
ماونتین آیرون، مینه‌سوتا (به انگلیسی: Mountain Iron, Minnesota) یک شهر در ایالات متحده آمریکا است که در شهرستان سنت لوئیس واقع شده‌است.

## خصوصیات
ماونتین آیرون ۱۸۴٫۶۹ کیلومترمربع مساحت و ۲٬۸۶۹ نفر جمعیت دارد و ۴۵۳ متر بالاتر از سطح دریا واقع شده‌است.